# 锡万
锡万（Siwan），是印度比哈尔邦Siwan县的一个城镇。总人口108172（2001年）。

## 人口
该地2001年总人口108172人，其中男性57223人，女性50949人；0—6岁人口16353人，其中男8360人，女7993人；识字率62.50%，其中男性为69.02%，女性为55.18%。